# Antonio Della Valle
Antonio Della Valle (Napoli, 13 febbraio 1850 – Napoli, 6 gennaio 1935) è stato uno zoologo italiano, di orientamento prevalentemente anatomo-morfologico. Studioso di ascidiologia, di carcinologia e di embriologia dei vertebrati, fu docente universitario, direttore dell'Istituto e del Museo di anatomia comparata e preside della Facoltà di Scienze matematiche, fisiche e naturali della Regia Università di Napoli.

## Biografia
Antonio Della Valle nacque da Salvatore, notaio, e da Maria Luigia Sapio. Compiuti regolarmente gli studi liceali si iscrisse alla Facoltà di Medicina e chirurgia della R. Università di Napoli. Laureatosi nel 1873, non si avviò all'esercizio della professione medica ma, spinto dalla sua predilezione per le scienze naturali e in particolare per la zoologia, volle continuare gli studi presso la Facoltà di Scienze. Qui fu allievo di Paolo Panceri, che era il fondatore e il direttore del Gabinetto di Anatomia comparata e il primo titolare della cattedra, appena istituita presso la R. Università di Napoli, per l'insegnamento di questa disciplina.
Laureatosi in Storia naturale nel 1874, e poi anche in Scienze fisico-chimiche nel 1875, Della Valle ebbe subito un incarico d'insegnamento nelle scuole secondarie, prima come reggente di Storia naturale nel R Istituto Tecnico di Napoli e poi, nel 1877, nel R. Liceo ginnasiale Principe Umberto I, dove sarebbe rimasto fino 1884.
Durante gli anni di insegnamento, e finché fu ancora in vita Panceri, Della Valle continuò a frequentare il Gabinetto di anatomia comparata dove, in preparazione della sua tesi di laurea, aveva svolto le sue prime ricerche scientifiche sulla bioluminescenza nel Regno animale.

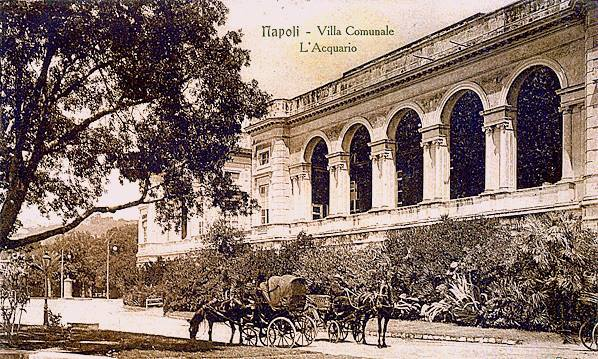
Stazione zoologica Anton Dohrn. Napoli Villa Comunale

Morto Panceri nel 1877, Della Valle lasciò il Gabinetto di anatomia comparata e rivolse il suo interesse scientifico alla biologia marina, che proprio in quegli anni conosceva a Napoli uno straordinario sviluppo grazie all'attività di una nuova istituzione scientifica, la Stazione zoologica, che era stata fondata nel 1872 dallo zoologo tedesco Anton Dohrn, per la conoscenza e lo studio della flora e della fauna del Mediterraneo.
Fu proprio nel 1877 che Della Valle vinse per concorso un assegno straordinario di perfezionamento agli studi presso la Stazione zoologica e fu tra i primissimi assegnatari di una delle Tavole di studio messe a disposizione dal Ministero della Pubblica Istruzione, dando avvio a quella che sarebbe stata la sua lunga attività di ricerca che lo avrebbe portato a dare significativi contributi alla conoscenza scientifica, anatomo-morfologica, fisiologica ed embriologica, della fauna marina invertebrata del golfo di Napoli.
Nel 1884 vinse il concorso per titoli alla Cattedra di zoologia, anatomia e fisiologia comparate nella R. Università di Modena e, nel novembre delle stesso anno, fu nominato professore ordinario per l'insegnamento di queste discipline nelle facoltà di Medicina e chirurgia, di Scienze naturali e di Medicina veterinaria.

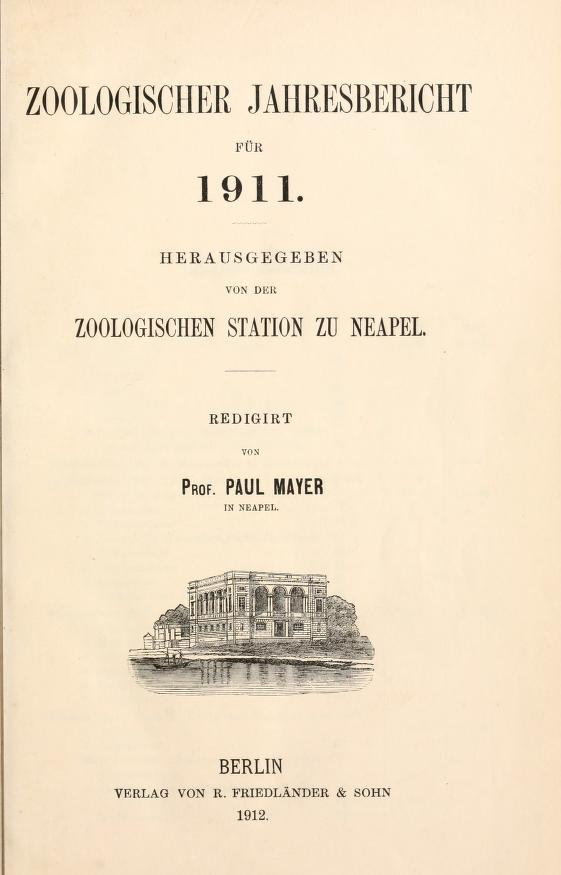
Copertina dell'edizione del 1911 del Zoologischer Jahresbericht.

Trasferitosi a Modena, Della Valle non interruppe i rapporti con la Stazione zoologica di Napoli ma anzi, nel 1885, iniziò la sua lunga collaborazione all'edizione annuale dello Zoologisches Jahresbericht, come referent responsabile della sezione dei lavori sui Tunicata.
Nel 1897 «per unanime voto della Facoltà di Scienze» Della Valle fu richiamato a Napoli dove, per la morte di Salvatore Trinchese, ordinario di anatomia e embriologia comparate e direttore del Gabinetto di anatomia comparata, si era resa disponibile sia la cattedra d'insegnamento che l'incarico di direttore.
Della Valle tenne questi incarichi fino al 1925, quando fu collocato a riposo per raggiunti limiti di età, dopo cinquant'anni di ininterrotto insegnamento di cui quarantuno come docente universitario.
Nel 1894 fu insignito del titolo di Cavaliere dell'Ordine della Corona d'Italia.
Fece parte di diverse Accademie ed Istituzioni scientifiche italiane. Fu socio nazionale corrispondente della R. Accademia dei Lincei, della Società Malacologica Italiana di Pisa, dell'Unione Zoologica Italiana e della Società Veneto-Trentina di Scienze Naturali di Padova. A Modena fu socio ordinario della Società dei naturalisti e matematici e della R. Accademia di Scienze lettere ed Arti. A Napoli fu socio ordinario residente dell'Associazione naturalisti e medici per la mutua istruzione, dell'Accademia di Scienze Fisiche e Matematiche della Società Reale di Napoli e dell’Accademia Pontaniana, e fu inoltre uno dei primissimi soci della Società dei Naturalisti in Napoli alle cui vicende si mostrò sempre molto interessato, anche se non volle mai rivestire cariche sociali, e nel cui Bollettino pubblicò molti dei suoi lavori.
E fu proprio questa Società che nel 1925 volle tributare a Della Valle solenni onoranze in occasione del giubileo del suo insegnamento. In suo onore, e in omaggio alla memoria di suo figlio Paolo, fu istituita, coi fondi raccolti con una pubblica sottoscrizione, la Fondazione perpetua Antonio e Paolo Della Valle col fine di conferire un premio biennale ai laureati in Scienze naturali della R. Università di Napoli come incoraggiamento agli studi e alla ricerca scientifica in biologia animale.
Della Valle morì nella notte tra il 5 e il 6 gennaio del 1935, dopo una breve malattia.

## Attività scientifica
La prima pubblicazione di Della Valle fu la sua tesi di laurea del 1874 «approvata ad unanimità dalla Facoltà di Scienze naturali e stampata per voto della Commissione esaminatrice». Era una dissertazione sull'anatomo-fisiologia della bioluminescenza animale, argomento che però non sarebbe stata più oggetto dei suoi lavori successivi. 

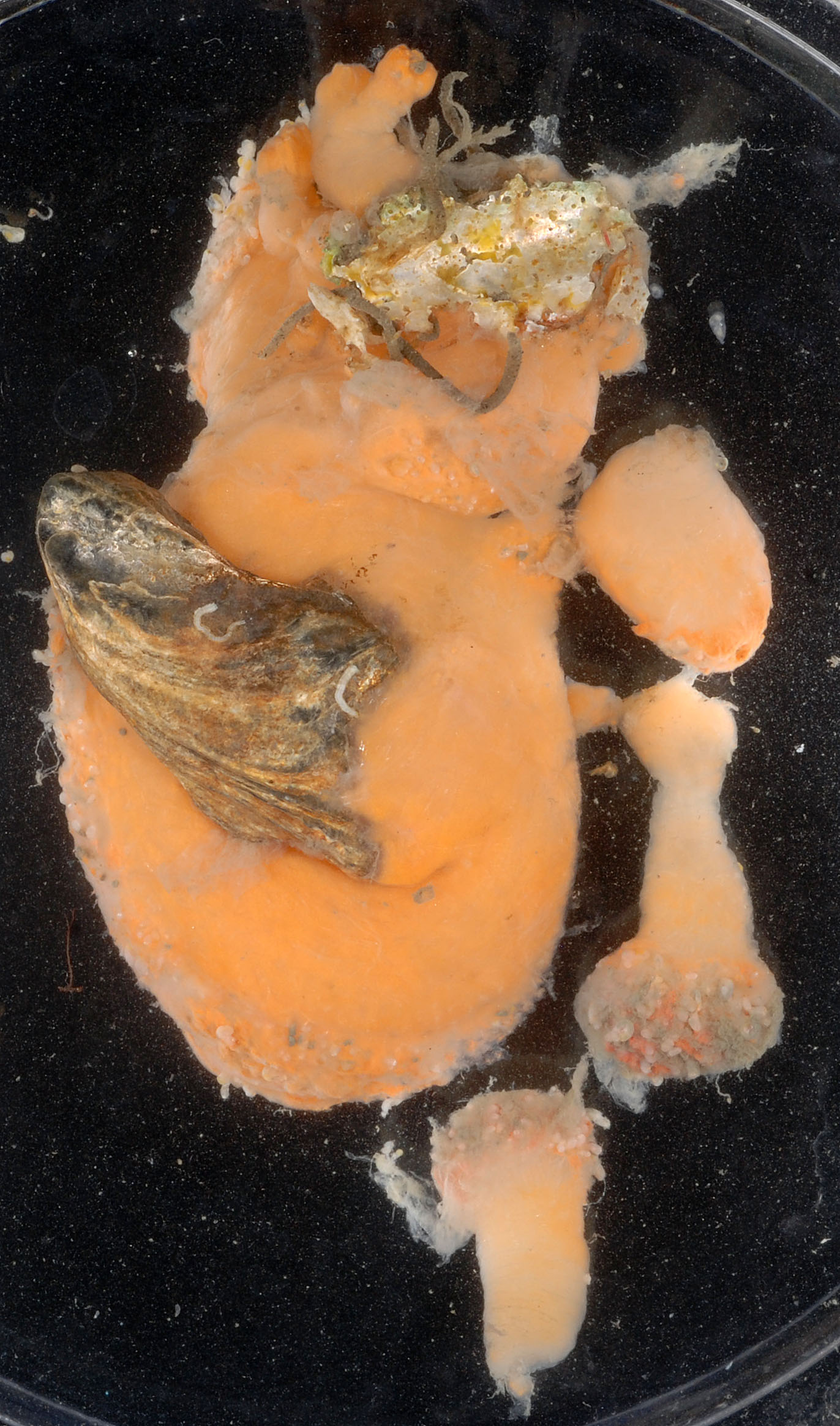
Distaplia bermudensis Van Name, 1902. Esemplare appartenente al nuovo genere istituito da A. Della Valle nel 1881.

Infatti, una volta lasciato il Gabinetto di anatomia comparata di Panceri, Della Valle s'interessò alla fauna marina del golfo di Napoli che aveva cominciato a conoscere alla Stazione zoologica frequentando, nelle ore pomeridiane libere dall'insegnamento, il tavolo di perfezionamento agli studi che gli era stato assegnato.
All'inizio si occupò delle Ascidie, limitandosi a quelle composte di cui pubblicò, nel suo lavoro di esordio, uno schema di classificazione in sezioni, tribù e generi, ispirato ai principi sistematici di Alfred Mathieu Giard. Propose inoltre l'istituzione di alcune nuove specie dei generi Botryllus Gaertner, 1774, Aplidium Savigny, 1816 e Distoma Retzius, 1786, basandosi sui criteri speciografici dell'epoca.
Ma a suscitare maggiormente l'interesse degli ascidiologi non furono le questioni di ordine sistematico quanto piuttosto la descrizione particolareggiata di diversi fenomeni biologici allora poco noti, quali l'estivazione o la formazione, il ringiovanimento e la regressione delle colonie.
A questa prima pubblicazione ne seguirono altre con le quali Della Valle ampliò le conoscenze scientifiche delle Synascidiae, chiarendo molti aspetti della loro complessa organizzazione anatomo-morfologica, della loro collocazione sistematica, e dei risvolti fisiologici ed embriologici del loro ciclo vitale.

Nel 1881 vide così la luce la prima delle due lunghe monografie sulle Ascidie composte del golfo di Napoli, con le sue «nuove contribuzioni». Inizialmente propose l'istituzione del genere Distaplia, di cui individuò come carattere distintivo la presenza di un sacco ovifero-incubatorio, e descrisse due nuove specie, la D. magnilarva (Della Valle, 1881) e la D. rosea Della Valle, 1881, comparandole con quelle note. Fece poi la prima osservazione, nello spessore del mantello delle larve, di gemme migranti di cui determinò l'origine, il meccanismo di formazione e la loro funzione esclusiva nell'accrescimento della colonia. Trattò quindi dell'anatomia e della fisiologia comparate di tutti i sistemi organici delle ascidie composte e, in particolare, fece la prima descrizione dettagliata del sistema riproduttivo di questi organismi che si riproducono sia gamicamente che per gemmazione. Descrisse inoltre le diverse strutture del mantello individuale degli Ascidiozoi e rintracciò, nelle cellule ameboidi migranti dall'ectoderma, il meccanismo di origine del mantello tunicale comune. Convalidò l'opinione di Il'ja Il'ič Mečnikov di considerare le Ascidie animali a tipo enterocelico e descrisse infine la gemmazione dei Botryllus Gaertner, 1774 e quella particolarissima dei Didemnium Savigny, 1816.

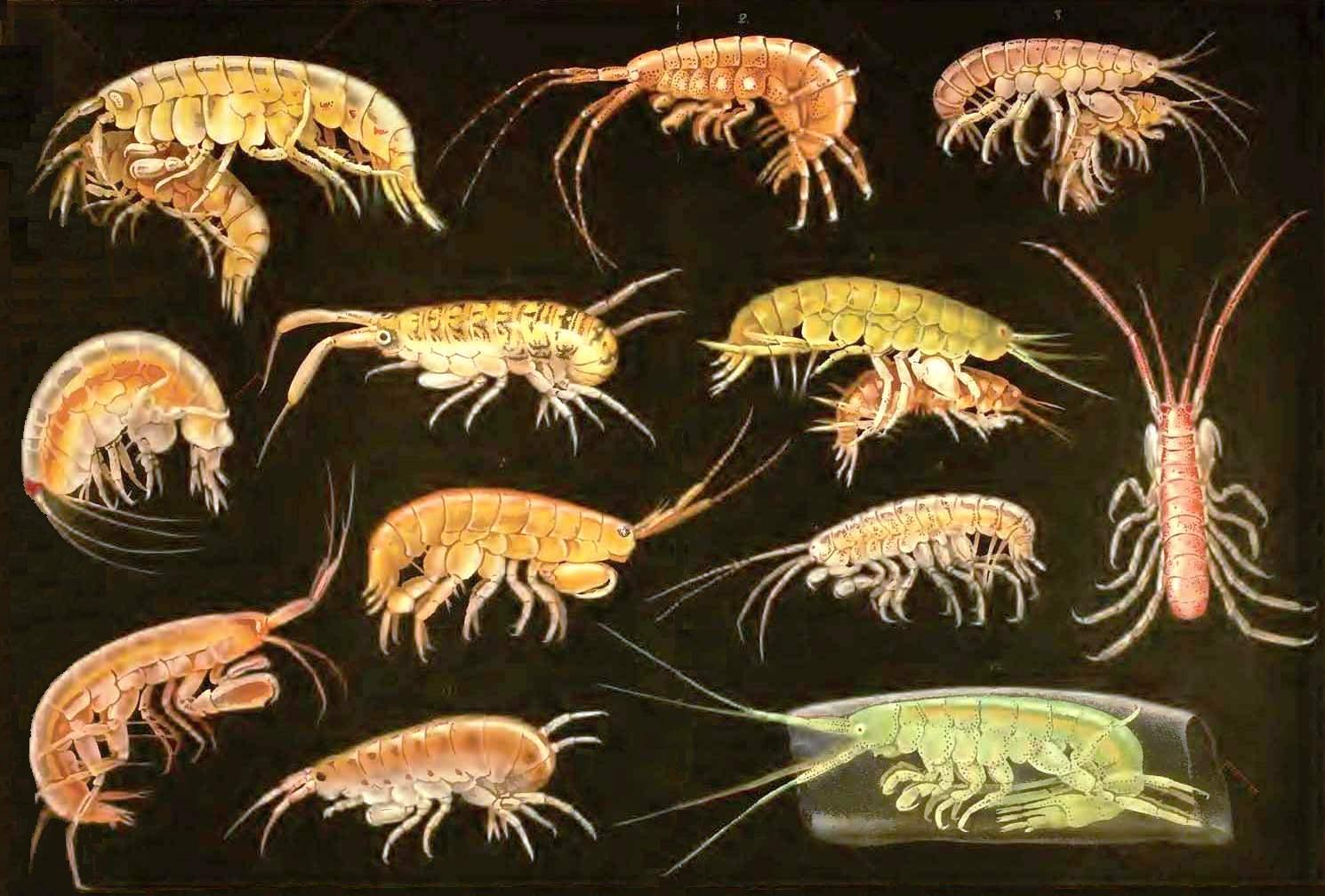
Gammarini (Gammaridea Latreille, 1802) delle alghe sommerse e semisommerse e della sabbia del litorale del golfo di Napoli. Illustrazione di Comingio Merculiano, cromolitografia di Werner & Winter, Fránkfurt am Maín (immagine tratta da: Della Valle, 1893a, Tav. II).

Nel 1883, questa monografia vinse il concorso ai premi ministeriali in Scienze naturali per gli insegnanti delle scuole secondarie classiche e tecniche del Regno con la motivazione, della commissione della R. Accademia dei Lincei, che «raramente si è pubblicato negli ultimi 20 anni in Italia un lavoro zoologico di merito pari a questo».

Nel 1908 Della Valle pubblicò la seconda monografia sulle Synascidiae del golfo di Napoli che sarebbe stato anche il suo ultimo lavoro ascidiologico. L'Autore fece il punto sui risultati delle sue osservazioni condotte anni prima alla Stazione zoologica, arricchendoli di nuovi dati. Erano annotazioni di carattere prevalentemente biologico, in parte già anticipate nelle brevi note e nelle comunicazioni preliminari precedenti. 

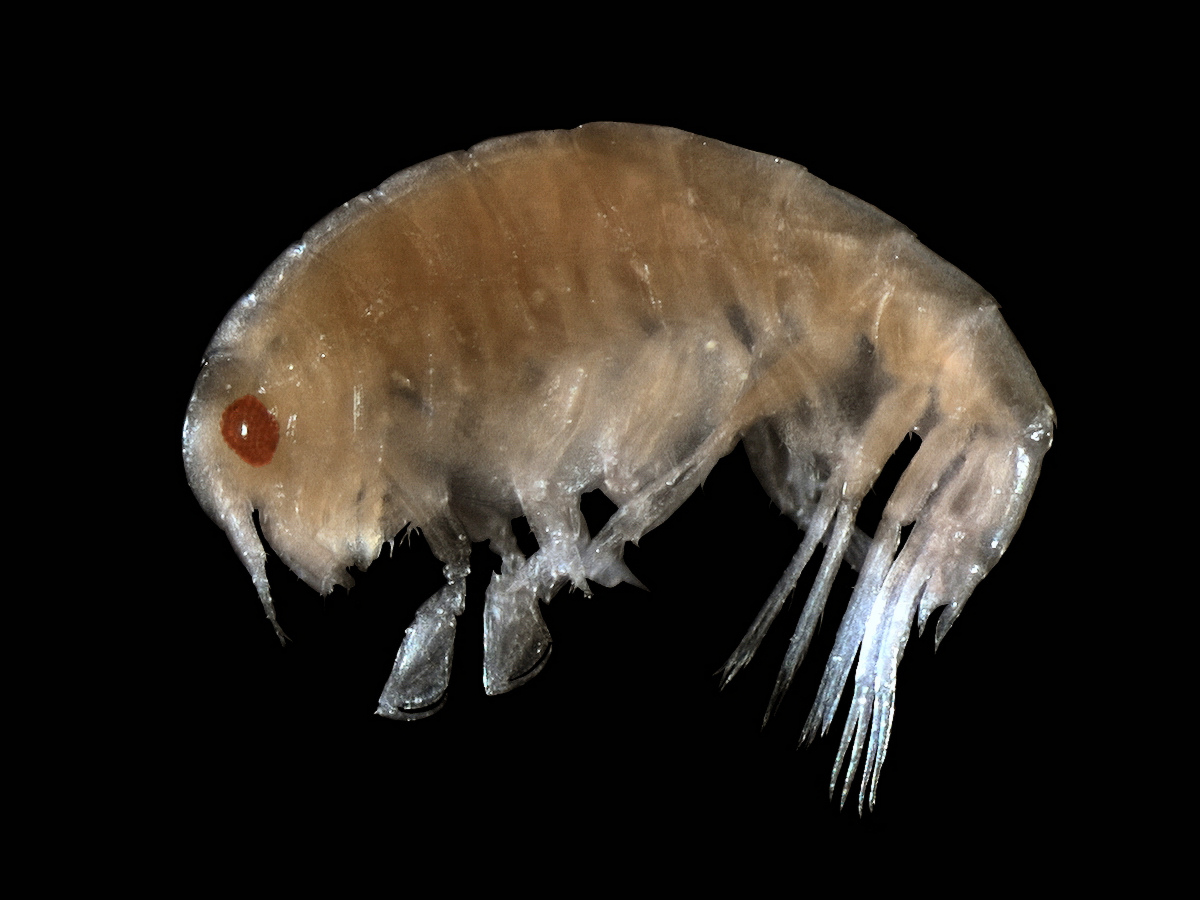
Esemplare di Apolochus neapolitanus (Della Valle, 1883). Specie fondata da A. Della Valle nel 1883.

Trattò dei Didemnidae Giard, 1872, una famiglia di Ascidie composte, e in particolare del Diplosoma listeri Lahille, 1890 di cui illustrò lo sviluppo delle giovani colonie e le singolari migrazioni in toto delle colonie adulte. Descrisse inoltre la metamorfosi delle larve e la trasformazione del tessuto ectodermico quando la coda si riduce, i movimenti delle appendici ectodermiche e le variazioni morfologiche stagionali e ambientali. Affrontò anche il tema della sistematica di questa famiglia ribadendo, tra l'altro, la validità dei due generi Tridemnum Della Valle, 1881 e Tetrademnum Della Valle, 1881, da lui fondati nel 1881.
In parallelo con i suoi studi ascidiologici, Della Valle portò avanti un'altra linea di ricerca, comunque collegata alle Ascidie, quella sulle loro forme parassitarie ed, in particolare, sui Crostacei parassiti della sottoclasse dei Copepoda.
Nella sua prima memoria carcinologica, Della Valle si occupò della sistematica dei Coriceidi e degli Ergasilidi e dell'anatomo-morfologia di varie specie del genere Lichomolgus Thorell, 1859, di cui alcune nuove, per sostenerne l'analogia con altri Coriceidi e istituì il nuovo genere Anthessius Della Valle, 1880 fondando due nuove specie. E ancora di sistematica dei Copepodi si occupò Della Valle in una memoria del 1883 nella quale propose anche l'istituzione di un nuovo genere e di una nuova specie, commensale del Distoma pancerii.

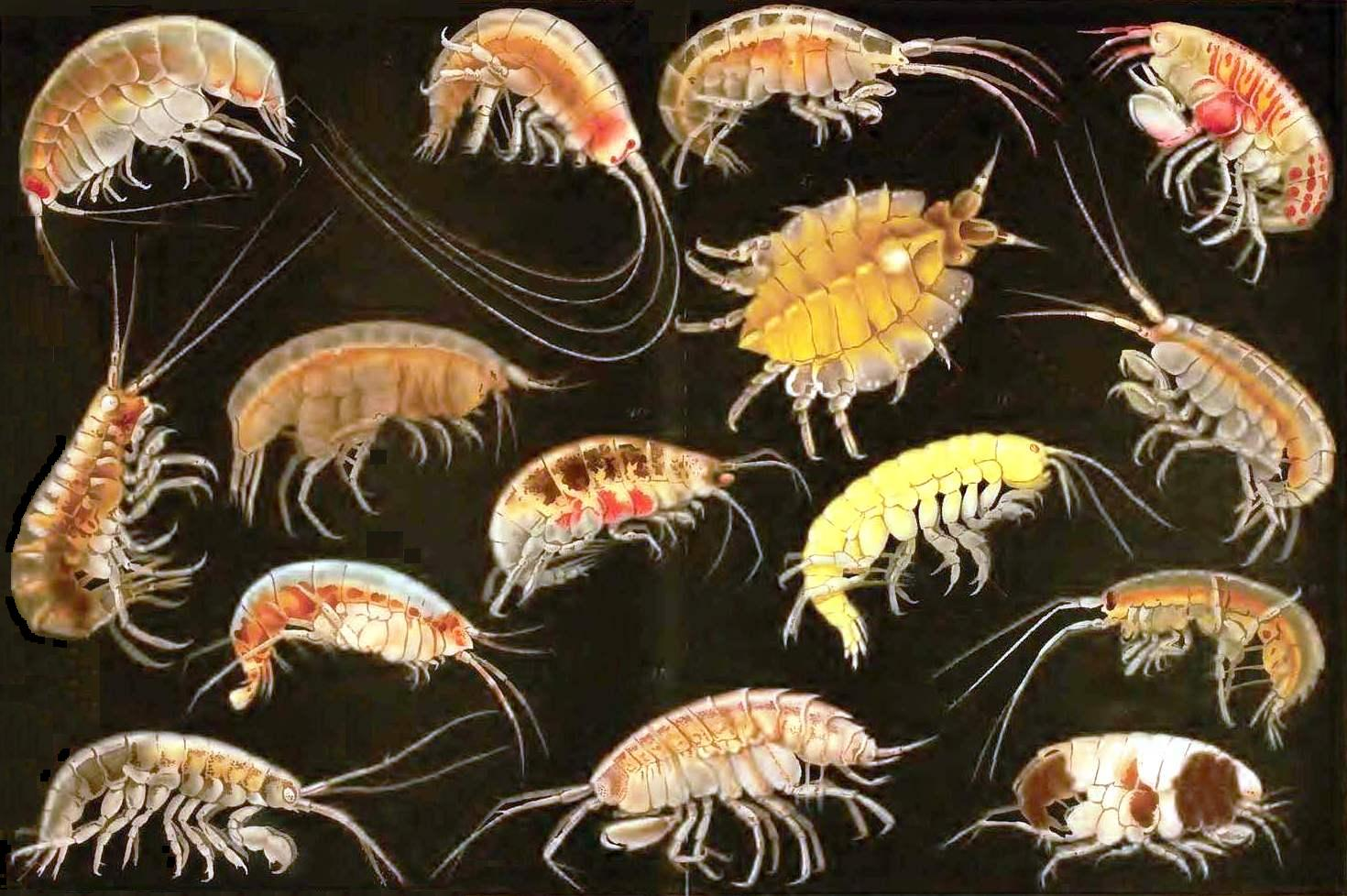
Gammarini (Gammaridea Latreille, 1802) di profondità e delle alghe sommerse del golfo di Napoli. Illustrazione di Comingio Merculiano, cromolitografia di Werner & Winter, Fránkfurt am Maín (immagine tratta da: Della Valle, 1893a, Tav. III).

Ma la sua opera più rilevante sui crostacei fu una lunga monografia sul sottordine dei Gammarini, edita nel 1893, frutto di ricerche e osservazioni portate avanti per oltre un decennio sugli esemplari dell'acquario della Stazione zoologica e su quelli del litorale e del mare del golfo di Napoli.
In un testo di oltre novecento pagine, corredato da un atlante con sessantuno tavole in litografia, Della Valle descrisse la complessa struttura degli individui adulti e l'anatomo-morfologia di tutti gli organi e gli apparati, ricostruendone il completo sviluppo embrionale. Trattò poi degli aspetti biologici, ecologici ed etologici, per niente conosciuti, di questi organismi descrivendone le condizioni di vita e le loro abitudini. Dedicò infine l'ultima parte della monografia alla sistematica, istituendo nuovi generi e specie, alla distribuzione geografica delle specie e ad un'ipotesi di ricostruzione filogenetica dei Gammarini.
Il terzo ambito di ricerche, portato avanti durante i suoi anni di permanenza nell'Istituto di anatomia comparata di Napoli, fu quello sull'embriologia dei Vertebrati. Pubblicò però tre soli lavori nei quali riportò una parte minima «dell'ingente patrimonio di sapere» accumulato in quegli anni. In essi Della Valle, servendosi del solo metodo comparativo, espose le sue idee e le sue intuizioni sull'origine e sul significato della nota primitiva, di cui fece un'analisi descrittiva e una comparazione critica, e sulle prime fasi di sviluppo embrionale degli omeotermi. Le ricerche embriologiche degli Autori a lui successivi avrebbero dimostrato che «quanto aveva intuito il Della Valle era giusto».

## Contributi scientifici

### Lavori scientifici di anatomo-fisiologia della bioluminescenza
- La luce negli animali. Libera Dissertazione per ottenere la Laurea in Storia Naturale e in Scienze fisico-chimiche approvata ad unanimità dalla Facoltà di Scienze naturali di Napoli, stampata per voto della Commissione esaminatrice, Napoli, Tip. dei Comuni, 1875,  pp. 1-70.
- La luce negli animali. Discorso inaugurale letto nella R. Università di Modena il giorno 3 novembre 1887, Modena, 1887.

### Lavori scientifici di ascidiologia
- Contribuzioni alla Storia naturale delle Ascidie composte del golfo di Napoli con la descrizione di alcune specie e varietà nuove e di altre poco note, Napoli, Stazione Zoologica di Napoli, 1877,  pp. 1-48.
- Nuove contribuzioni alla Storia naturale delle Ascidie composte del golfo di Napoli. Memoria del dott. Antonio Della Valle, in Atti R. Acc. Lincei (Mem. Cl. Sc. Fis. Mat. e Nat.), X, ser. III, anno CCLXXVIII 1880-81, Roma, Tip. del Salviucci, 1881,  pp. 1-70, tav. 10.
- Distaplia. Nouveau genre de Synascidies. Par M. A. Della Valle Professeur au Lycée Umberto à Naples, in Arch. It. Biol., I, Torino, Hermann Loescher, 1882,  pp. 194-203, tav. 1.
- Recherches sur l'anatomie des Ascidies composées. Par A. Della Valle Professeur au Lycée Umberto I à Naples, in Arch. It. Biol., II, Torino, Hermann Loescher, 1882,  pp. 9-49, tav. 3.
- Sur le bourgeonnement des Didemnides et Botryllides et sur le type enterocoelien des Ascidies. Par M. le Doct. Della Valle, in Arch. It. Biol., II, Torino, Hermann Loescher, 1882,  pp. 51-72, tav. 3.
- Sul ringiovanimento delle colonie di Diazona violacea Savigny. Comunicazione preliminare del Dott. Antonio Della Valle (Adunanza del dì 9 febbraio 1884), in Rend. Acc. Sc. Fis. e Mat. Soc. R. Napoli, XIII, fasc. II, Napoli, Tip. della R. Accademia delle Scienze, 1884,  pp. 23-26.[64]
- Intorno ai movimenti delle appendici ectodermiche del Diplosoma listeri. Nota preliminare di A. Della valle (Adunanza del 7 luglio 1900), in Rend. Acc. Sc. Fis. e Mat. Soc. R. Napoli, XXXIX, fasc. V a VII, Napoli, Tip. R. Accademia delle Scienze, 1900,  p. 172.
- Osservazioni intorno alle migrazioni delle colonie di Diplosoma listeri (Sunto), in Monit. Zool. It. (Suppl.), XI, anno XI, 1900, Firenze, 1901,  pp. 33-34.
- Di alcune particolarità osservate nelle Ascidie del golfo di Napoli, in Monit. Zool. It., XII, anno XII, 1901, Firenze,  pp. 186-188.
- Osservazioni su alcune Ascidie del golfo di Napoli. Memoria del socio ordinario A. Della Valle. Adunanza del dì 11 maggio 1907 (sunto dell'Autore) (PDF), in Rend. Acc. Sc. Fis. e Mat. Soc. R. Napoli, XLVI, fasc. V-VII, Napoli, Tip. Accademia R. delle Scienze, 1907,  p. 148.
- Osservazioni su alcune Ascidie del golfo di Napoli. Memoria del socio ordinario A. Della Valle presentata nell'adunanza del dì 11 maggio 1907, in Atti Acc. Sc. Fis. e Mat. Soc. R. Napoli, XIII, fasc. XI, Napoli, Tip. Accademia R. delle Scienze, 1908,  pp. 1-87, tav. 5.

### Lavori scientifici di carcinologia
- Sui Coriceidi parassiti, e sull'anatomia del genere Lichomolgus. Memoria del dott. A. Della Valle approvata per la stampa negli Atti dell'Accademia nella seduta del 7 dicembre 1879, in Atti R. Acc. Lincei (Mem. Cl. Sc. Fis. Mat. e Nat.), V, ser. III, anno CCLXXVII 1879-80, Roma, Tip. del Salviucci, 1880,  pp. 107-124, tav. 2.[65]
- Sui Copepodi che vivono nelle Ascidie composte del golfo di Napoli. Memoria del Dott. Antonio Della Valle approvata per la stampa negli Atti dell'Accademia nella seduta del 1* aprile 1883, in Atti R. Acc. dei Lincei. (Mem. Cl. Sc. Fis. Mat. e Nat.), XV, ser. III, anno CCLXXX 1882-1883, Roma, Tip. del Salviucci, 1883,  pp. 242-253, tav. 1.
- Sulla mancanza di occhi nel Niphargus puteanus Koch. Nota di A. Della Valle, in Atti Soc. Nat. Modena. Rendiconto dell'adunanza generale del 13 giugno 1887, III, serie III, Modena, Tip. G. T. Vincenzi e nipoti, 1887,  p. 116.
- Sopra le glandole glutinifere e sopra gli occhi degli Ampeliscidi del golfo di Napoli, Nota di A. Della Valle, in Atti Soc. Nat. Modena. Memorie, VII, ser. III, anno XXII, 1888, Modena, Tip. G. T. Vincenzi, 1888,  pp. 91-96.
- Deposizione, fecondazione e segmentazione delle uova del Gammarus pulex. Osservazioni di A. Della Valle, in Atti Soc. Nat. Modena, VIII, ser. III, anno XXIII, 1889, Modena, Tip. G. T. Vincenzi, 1889,  pp. 107-120.
- Intorno agli organi di escrezione di alcuni Gammarini. Nota del socio A. Della Valle (Tornata dell'11 agosto 1889), in Boll. Soc. Nat. in Napoli, III, ser, I, fasc. 1, anno III, Stab. Tip. Vico Tiratoio, 1889,  pp. 269-272.
- Gammarini del Golfo di Napoli. Monografia 20 con un atlante di 61 tavole in litografia, collana Fauna und Flora des Golfes von Neapel und der angrenzenden Meeres Abschnitte, herausgegeben von der Zoologische Station zu Neapel, Berlin, R. Frienländer & Sohn, 1893,  pp. 1-948.
- Gammarini del Golfo di Napoli. Monografia di Antonio della Valle. Atlante, collana Fauna und Flora des Golfes von Neapel und der angrenzenden Meeres Abschnitte, herausgegeben von der Zoologische Station zu Neapel, Berlin, R. Frienländer & Sohn, 1893a,  pp. 1-182, tav. 61.

### Lavori scientifici di embriologia
- La nota primitiva e le sue adiacenze nella prima formazione dell'’embrione dei Vertebrati. I. La nota nella somatogenesi, in Rend. Acc. Sc. Fis. e Mat. Soc. R. Napoli, XXVI, ser. III, Napoli, Tip. R. Accademia delle Scienze, 1920,  pp. 248-256.
- La nota primitiva e le sue adiacenze nella prima formazione dell'’embrione dei Vertebrati, in Atti Acc. Sc. Fis. e Mat. Soc. R. Napoli, XXIX, ser. III, Napoli, Tip. R. Accademia delle Scienze, 1923,  pp. 141-145.
- La prima formazione dell'embrione degli omeotermi durante la fase della nota primitiva (Parte I), in Atti Acc. Sc. Fis. e Mat. Soc. R. Napoli, XVII, ser. II, Napoli, Tip. R. Accademia delle Scienze, 1927,  pp. 1-41.

### Manuali didattici
- Note di anatomia comparata: raccolte dalle lezioni del prof. Paolo Panceri da Antonio Della Valle, Napoli, Tip. Luigi Jovene, 1875,  pp. 1-192.

### Recensioni di articoli scientifici
- Berthold Hatschek, Studien über entwicklung des Amphioxus (in Arbeiten aus dem Zoolog. Inst. der Univer. Wien, IV, n. 1, 1882), in Rassegna critica di opere filosofiche, scientifiche e letterarie, II, anno II, n. 1, Napoli, Stab. Tip. F. Giannini, 1882,  pp. 1-8.
- Robert Koch, Die Aetiologie der Tuberkolose (in Berlin. Klin. Wochenschrift, n. 15, 1882), in Rassegna critica di opere filosofiche, scientifiche e letterarie, II, anno II, n. 6, Napoli, Stab. Tip. F. Giannini, 1882,  pp. 175-180.
- M. Giboux, Inoculabilité de la tubercolose par la respiration des phtisiques (in Comp. Rend. Acc. Sc., XCIV, n. 21, 1882), in Rassegna critica di opere filosofiche, scientifiche e letterarie, II, anno II, n. 6, Napoli, Stab. Tip. F. Giannini, 1882,  pp. 180-181.
- Basil Ulianin, Zur Naturgeschichte der Doliolum (in Zoolog. Anzeiger, n. 118-119, 1882), in Rassegna critica di opere filosofiche, scientifiche e letterarie, II, anno II, n. 10-11, Napoli, Stab. Tip. F. Giannini, 1882,  pp. 311-313.
- Hermann Solms-Laubach, Die Herkunft, Domestication Und Verbreitung Des Gewöhnlichen Feigenbaums: (Ficus carica L.)  (in Abhandlungen der Koniglichen Gesellschaft der Wissenschaften zu Göttingen, 1882), in Rassegna critica di opere filosofiche, scientifiche e letterarie, III, anno III, n. 2, Napoli, Stab. Tip. F. Giannini, 1883,  pp. 34-39.
- Paul Mayer, Zur Naturgeschichte der Feigeninsecten  (in Mittheilungen aus der Zoolog, Station zu Neapel, III, n. 4, 1882), in Rassegna critica di opere filosofiche, scientifiche e letterarie, III, anno III, n. 2, Napoli, Stab. Tip. F. Giannini, 1883,  pp. 39-43.
- Giovanni Paladino, Dell'endotelio vibratile dei mammiferi, e in generale di alcuni dati sulla fisiologia delle formazioni endoteliche (Giorn. Intern. Sc. Med., IV, 1882), in Rassegna critica di opere filosofiche, scientifiche e letterarie, III, anno III, n. 6, Napoli, Stab. Tip. F. Giannini, 1883,  pp. 188-190.
- Elias Metchnikoff, 1 - Untersuchungen über die Intrazelluläre Verdauung bei Wirbellosen Thieren (in Arb. d. zool. Instit. Wien, 5 Bd, 1883). 2 - Untersuchungen über die Mesadermaten Phagocyten einiger Wirbelthiere (in Biolog. Centralblat., III, n. 18, 1883), in Rassegna critica di opere filosofiche, scientifiche e letterarie, IV, anno IV, n. 1, Napoli, Stab. Tip. F. Giannini, 1884,  pp. 3-7.
- Elias Metchnikoff, Ueber eine Sprosspilzkrankheit der Daphnien. Beitrag zur Lehre über den Kampf der Phagocyten gegen Krankheitserreger (in Archiv f. pathol. Anat. 96, n. 2, 1884), in Rassegna critica di opere filosofiche, scientifiche e letterarie, IV, anno IV, n. 7, Napoli, Stab. Tip. F. Giannini, 1884,  pp. 195-197.
- Hermann Fol, Sur l'oeuf et ses enveloppes chez les Tuniciers (in Recueil Zool. Suisse, I, 1883), in Rassegna critica di opere filosofiche, scientifiche e letterarie, IV, anno IV, n. 8, Napoli, Stab. Tip. F. Giannini, 1884,  pp. 225-227.
- Aleksandr Onufrievich Kovalevskiĭ, Beiträge zur nachembryonalen Entwicklung der Musciden (in Zoolog. Anzeiger Jahrg., 1885. n. 188, in Rassegna critica di opere filosofiche, scientifiche e letterarie, V, anno V, n. 5, Napoli, Stab. Tip. F. Giannini, 1885,  pp. 129-133.

### Biografie, commemorazioni e necrologi
- (in unione con Dante Pantanelli), A Pietro Doderlein nel cinquantesimo anno del suo insegnamento universitario, Modena, Tip. Soliani, 1889,  pp. 1-26.
- Carlo Vogt. Commemorazione (PDF), in Atti Soc. Nat. Modena, XIV, ser. III, anno XXIX, Modena, Tip. G. T. Vincenzi, 1895,  p. XXXVII.
- Tommaso Enrico Huxley. Commemorazione (PDF), in Atti Soc. Nat. Modena, XIV, ser. III, anno XXIX, Modena, Tip. G. T. Vincenzi, 1895,  p. XXXIX-XL.
- Achille Costa. Commemorazione, in Rend. Acc. Sc. Fis. Mat. Soc. R. Napoli, XXXVII, Napoli, 1898,  pp. 419-432.
- Commemorazione di Achille Costa letta all'Accademia pontaniana nella tornata del 21 maggio 1899 dal socio residente Antonio Della Valle, in Atti Acc. Pontaniana, XXIX, n. 4, Napoli, Stab. Tip. della R. Università, 1899,  pp. 1-6.
- Antonio Dohrn. Commemorazione, in Rend. Acc. Sc, Fis. e Mat. Soc. R. Napoli, XV, ser. III. anno XLVIII, Napoli, Tip. Accademia delle Scienze, 1909,  pp. 222-225.
- Pubblicazioni del Prof. G. V. Ciaccio intorno all'anatomia microscopica, collana In Memoria di G. V. Ciaccio nel X anniversario della sua morte, Torino, Bona, 1912.
- Augusto Weismann. Commemorazione, in Rend. Acc. Sc. Fis e Mat. Soc. R. Napoli, XXI, Napoli, Tip. R. Accademia delle Scienze, 1915.
- Giovanni Paladino, in Rend. Acc. Sc. Fis. e Mat. Soc. R. Napoli, XXIII, ser, V, n. 56, Napoli, Tip. Accademia delle Scienze, 1917,  pp. 13-23.
- Giovanni Paladino. Commemorazione letta nell'adunanza del 3 febbraio 1917, in Atti. Acc. Pontaniana, XLVII, Napoli, 1917.
- Camillo Golgi, in Atti Acc. Sc. Fis e Mat. Soc. R. Napoli, XXXII, ser. III, Napoli, Tip. Accademia delle Scienze, 1926,  pp. 14-16.
- (in unione con Vincenzo Diamare), Necrologia di Francesco Saverio Monticelli, in Rend. Acc. Sc. Fis. e Mat. Soc. R. Napoli, XXXIII, Napoli, Tip. Accademia delle Scienze, 1927,  pp. 257-264.

### Istituti e istituzioni scientifiche
- La scuola zoologica napoletana. Discorso pronunziato il 14 gennaio 1883 nella solenne premiazione degli Alunni dei tre istituti governativi di Napoli, Napoli, Tip. Morano, 1883.
- Istituto di Anatomia e Fisiologia comparata (PDF), in Annuario R. Università di Napoli, Anno 1899-1900, Napoli, 1900,  pp. XI-XII.

### Traduzioni
- Richard Schmidtlein, Guida per l'acquario della Stazione zoologica di Napoli, traduzione di Antonio Della Valle, Napoli, Libreria Detken e Rocholl, 1880,  pp. 1-90.

### Scritti vari
- Rapporto sui lavori compiuti dalla R. Accademia delle Scienze Fisiche e Matematiche nell'anno 1909 letta nell'adunanza del 2 gennaio 1910 dal socio segretario Antonio Della Valle, in Rend. Acc. Sc. Fis. e Mat. Soc. R. Napoli, Napoli, 1910.